# Wefayi
Wefayi (* 1844 Mahabad, Iran; † 1902) mit bürgerlichem Namen Abdurahim war ein iranischer Kleriker und kurdischer Poet. In Mahabad vollendete er seine religiöses Studium und wurde ein Kleriker. Gegen Ende seines Lebens zog er nach Silemani im heutigen Irak. Wefayi ging dreimal zum Haddsch nach Mekka. Auf seiner letzten Pilgerfahrt 1902 wurde er krank und starb unterwegs in der Grenzregion Syrien/Irak.
Wefayi folgte in seinen Gedichten den klassischen Reimen und Rhythmen seiner Zeit. Meistens schrieb er in Ghasels und Kassides. Seine Poetik befasste sich oft mit der Natur und der Liebe. In einigen ist auch der Sufismus (islamische Mystik) Gegenstand der Dichtung. Sein großes Verdienst war es aber, dass er die poetische Form des Sorani aus Silemani in die kurdischen Gebiete Irans  bzw. Persiens einführte. Dadurch hat er nachfolgende kurdische Dichter wie Hejar beeinflusst.